# The Wall (Berg)
The Wall ist eine rund 6,4 km lange Felsklippe im Grand-Teton-Nationalpark im Westen des US-Bundesstaates Wyoming. Sie erreicht eine Höhe von 3386 m und ist Teil der Teton Range in den Rocky Mountains. The Wall erhebt sich am westlichen Ende des Avalanche Canyons und liegt auf der Grenze des Grand-Teton-Nationalparks zur Jedediah Smith Wilderness des Caribou-Targhee National Forest. Die Klippe erstreckt sich vom Hurricane Pass, einem Fußgängerpass auf dem Teton Crest Trail, über mehrere Kilometer nach Südsüdosten bis in die Westflanken des Veiled Peak. In den Ostflanken des Berges liegen neben dem Schoolroom Glacier am Hurricane Pass die Seen Kit Lake und Snowdrift Lake, in der Westflanke liegt der Sunset Lake. The Wall bildet einen Teil des von Littles Peak über den Table Mountain nach Süden bis zu Veiled Peak und Buck Mountain verlaufenden Grats, unmittelbar westlich der Cathedral Group.

## Belege
1. ↑  Peakbagger: The Wall. Abgerufen am 25. Oktober 2021.
2. ↑  Naturalatlas: The Wall. Abgerufen am 25. Oktober 2021 (englisch).